# Kálmán Ternegg
Kálmán Ternegg, madžarski general, * 1887, † 1956.